# Explosión sónica

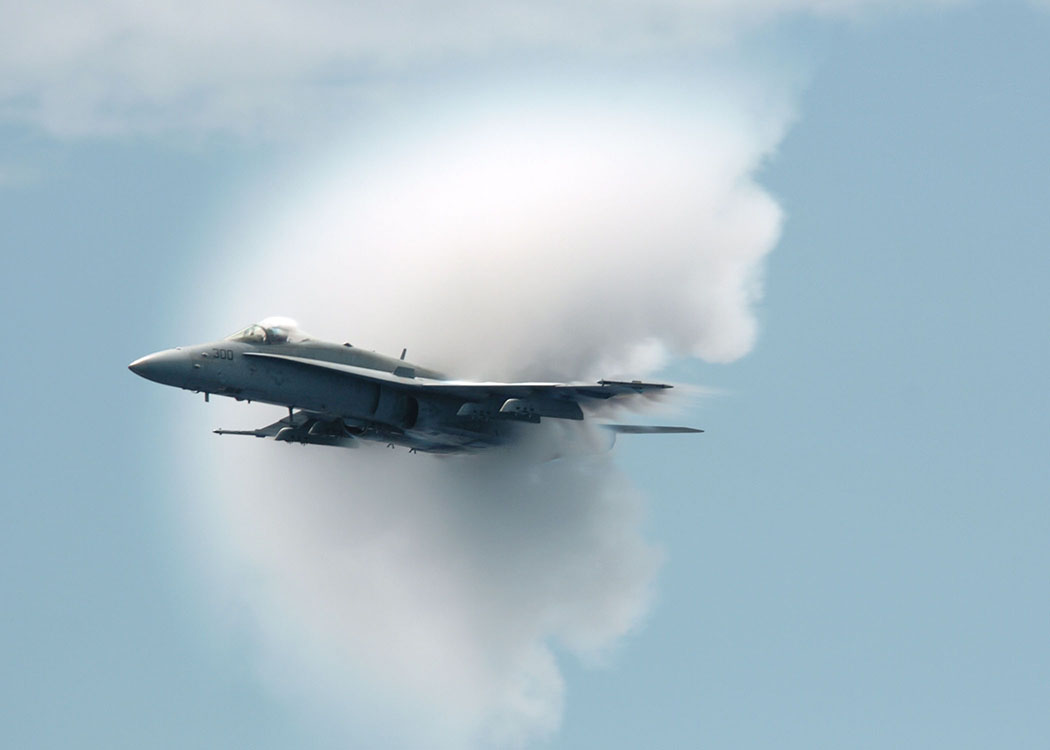
Fotografía de un caza F/A-18 Hornet de la Armada de los Estados Unidos en el mismo instante en que atraviesa la barrera del sonido. Nótese la condensación de la nube alrededor del ápice de movimiento causada por la bajada de presión y consecuentemente de la temperatura.

Se denomina explosión sónica, boom sónico o estampido sónico al componente audible de la onda de choque provocada por un objeto cuando sobrepasa la velocidad del sonido (Mach 1). Se observa con frecuencia en aviones militares, aunque también lo pueden provocar aviones civiles, como el ya retirado de servicio Concorde, capaz de alcanzar Mach 2,03, o el también retirado Transbordador STS, que llegaba a Mach 2,5 al inicio de su reentrada en la atmósfera (Mach 1,5 a 18 kilómetros).
Otro caso en que se puede generar es al penetrar un meteorito en la atmósfera a alta velocidad (54 000 km/h) como el caso del impacto de meteoro en Rusia en el 2013, que causó una gran rotura de cristales con más de 500 heridos.
El fenómeno se relaciona con el Efecto Doppler, el cual describe los cambios en la frecuencia percibida por un observador cuando este o la fuente emisora de sonido se encuentra en movimiento. Al leer y comprender este efecto en las ondas sonoras, surge la pregunta sobre qué pasará con la frecuencia percibida cuando la velocidad de la fuente se acerque, viaje y sobrepase la velocidad del sonido.

## Causas del fenómeno
La explosión sónica sucede porque, al ser la velocidad de la fuente próxima a Mach 1, los frentes de onda que genera comienzan a solaparse el uno contra el otro. Si la velocidad de la fuente supera la velocidad del sonido se producirá una "conificación" de las ondas detrás de ella, y el sonido de la explosión es porque, al ser vencida por la aeronave, la barrera del sonido estalla sin afectar la estructura molecular de la aeronave ni del aire. En el caso del avión caza, el piloto no puede oír esa explosión ni el ruido del motor viajando por el aire, ya que este es dejado atrás por el avión. La siguiente imagen ilustra las 3 situaciones.

Situaciones según la velocidad de la nave

Los estampidos sónicos disipan enormes cantidades de energía, lo que produce un ruido muy semejante al de una explosión. Típicamente el frente de choque puede alcanzar los 167 megavatios por metro cuadrado (MW/m²), y puede incluso exceder los 200 decibelios.

## Interpretación matemática
La frecuencia percibida por un observador en reposo responde a la siguiente ecuación:
{\displaystyle f'=f.{\Bigg (}{\frac {1}{1\pm {\frac {v_{s}}{v}}}}{\Bigg )}}
donde {\displaystyle v_{s}} es la velocidad de la fuente y {\displaystyle v} la velocidad del sonido en el aire. Cuando el avión se aproxime a la velocidad del sonido (valores muy próximos), debe interpretarse como un límite.
{\displaystyle f'=\lim _{v_{s}\to \ v}f.{\Bigg (}{\frac {1}{1\pm {\frac {v_{s}}{v}}}}{\Bigg )}}
En este momento el valor de f' tiende a cero pero todavía no lo es. Cuando {\displaystyle v_{s}} sea igual a {\displaystyle v}, el denominador será 0, lo que implica una división por 0, es decir, una inconsistencia o singularidad matemática. Justamente en este punto se producirá la explosión sónica. En símbolos:
{\displaystyle Si\ v_{s}=v\ \Rightarrow {\frac {v_{s}}{v}}=1}
{\displaystyle f'=f.{\Bigg (}{\frac {1}{1-{\frac {v_{s}}{v}}}}{\Bigg )}=f.{\Bigg (}{\frac {1}{1-1}}{\Bigg )}=f.{\Bigg (}{\frac {1}{0}}{\Bigg )}}
{\displaystyle S=\varnothing }
La ecuación resultante se la conoce como incompatible, es decir que no tiene solución. Por tanto, cuando la velocidad de la fuente sea mayor que la del sonido, la frecuencia aparente será menor que 0, es decir será una frecuencia negativa. Esta inconsistencia se conoce como Singularidad de Prandtl-Glauert: debido a la formación de la onda de choque se produce un súbito descenso de la presión en la vecindad del ápice motriz, lo que deviene en una igualmente abrupta disminución de la temperatura en toda el área circundante. En condiciones de elevada humedad ambiental el vapor de agua atmosférico se condensa repentinamente en minúsculas gotas de agua, lo que forma una nube de inusuales características. 
Este concepto resulta muy confuso, ya que se supone que una frecuencia debe ser un valor mayor o igual a 0, a pesar de que la ecuación tiende a suponer una frecuencia negativa. Esta misma, carece de sentido físico.

## Chasquido del látigo

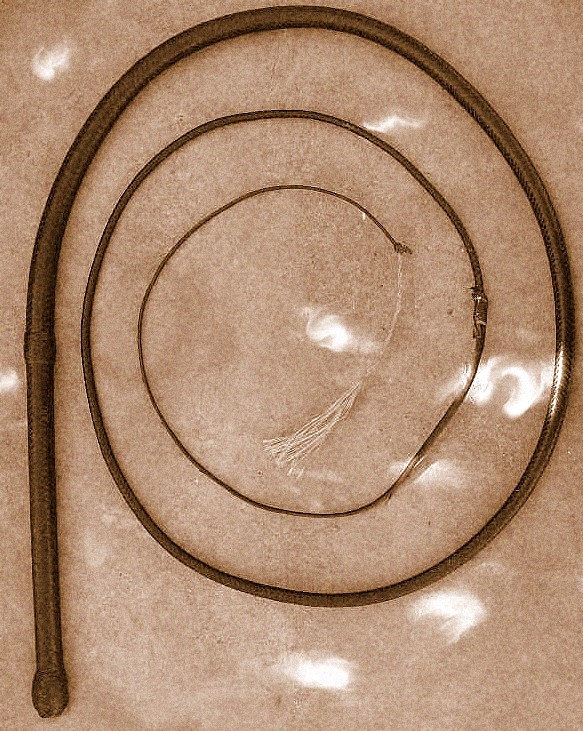
Látigo australiano

No es necesario subirse a un avión caza para producir una explosión sónica. En un circo, el domador de animales puede utilizar un látigo, cuyo movimiento puede ser más rápido (casi siempre) que la velocidad del sonido. Esto también produce un estruendo sónico en miniatura. Las ondas de aire de alta velocidad resultantes producen ese estruendo de sonido o estallido. Si el latigazo se produce sobre una superficie sucia o polvorienta, la onda de choque provocará un levantamiento del polvo que está alrededor del origen de la onda.

## Ocurrencia del fenómeno en la vida cotidiana
De una forma parecida al chasquido del látigo, si se toma una toalla y se sacude rápidamente una de sus puntas, podrá producir un mini estruendo sónico, aunque una toalla en reposo no sea un generador natural de sonidos. Es la "explosión" sónica que produce el latigazo de la misma a alta velocidad lo que producirá una onda de choque. La onda de choque se expande alrededor del objeto que lo produce, pero en direcciones contrarias de donde se produjo.